# Kingsthorpe
Kingsthorpe è un sobborgo di  Northampton nel Northamptonshire, regione delle Midlands Orientali.
Il nome proviene dal danese torp, che significa piccolo insediamento e da una proprietà appartenente al re.
La chiesa risale all'XI secolo e la torre al XIV. L'annuario del 1832 di William Hone sostiene che «…non vi era nei pressi di Northampton alcun villaggio più carino di Kingsthorpe.»